# Saona
Saona (francosko Saône, provansalsko Sona) je reka v vzhodni Franciji, desni pritok Rone. Izvira v  vznožju gričevja Faucilles pri Vioménilu, teče pretežno proti jugu in se po 480 km v Lyonu izliva v Rono.
Ime reke naj bi izhajalo iz imena keltske rečne boginje Souconna. Kljub temu je bila v antiki poznana pod imenom Arar.

## Geografija

### Porečje
Pritoki reke Saone s kraji:
- Ognon (l) (Perrigny-sur-l'Ognon)
- Tille (d) (Les Maillys)
- Ouche (d) (Saint-Jean-de-Losne)
- Doubs (l) (Verdun-sur-le-Doubs)
- Dheune (d) (Allerey-sur-Saône)
- Grosne (d) (Marnay)
- Seille (l) (La Truchère)
- Reyssouze (l) (Reyssouze)
- Veyle (l) (Pont-de-Veyle)
- Chalaronne (l) (Thoissey)
- Morgon (d) (Villefranche-sur-Saône)
- Azergues (d) (Anse)

opomba: levi (l), desni (d)

### Departmaji in kraji
Reka Saona teče skozi naslednje departmaje in kraje:
- Vogezi: Monthureux-sur-Saône
- Haute-Saône: Gray
- Côte-d'Or: Auxonne, Saint-Jean-de-Losne, Seurre
- Saône-et-Loire: Chalon-sur-Saône, Tournus, Mâcon
- Rhône: Villefranche-sur-Saône, Caluire-et-Cuire, Lyon
- Ain: Thoissey, Trévoux